# Náměstí bána Jelačiće
Náměstí bána Jelačiće (chorvatsky Trg bana Jelačića) je hlavní náměstí v Záhřebu, metropoli Chorvatska. Svůj název nese po bánu Josipu Jelačićovi, který spravoval zemi v 19. století. Záhřebané mu s oblibou říkají "Jelačić plac".[zdroj?] Náměstí se nachází v samém centru města, v historické části Záhřebu, která je známa pod názvem Dolní město (chorvatsky Donji Grad). Náměstí dominuje jezdecký pomník bána Josipa Jelačiće. 

## Historie
Náměstí, které existovalo již v 17. století, bylo roku 1866 doplněno pomníkem bána Josipa Jelačiće, který byl zhotoven v C. k. umělecké slévárně ve Wiedenu. Autorství pomníku bývá připisováno Antonu Fernkornovi, ale je možné, že původní návrh prošel úpravami od jeho nástupce Franze Pönningera. O její umístění usilovali především zástupci města loajální monarchii, ačkoliv četní obyvatelé Záhřebu proti ní tehdy protestovali.[zdroj?]
V souvislosti s rozvojem tramvajové sítě se i Jelačićovo náměstí dočkalo tramvajového spojení s celým městem. Tramvajová trať byla vybudována napříč náměstím ve směru východ-západ (vychází ze třídy Ilica a ústí v ulici Nikole Jurišića), později během rekonstrukce byla přesunuta k jižnímu okraji náměstí. Z této tratě také odbočuje trať do Pražské ulice (chorvatsky Praška ulica).
V roce 1947 byl pomník odstraněn. Komunistická moc označila Jelačiće za kolaboranta rakouského režimu. Pro vzmáhající se socialistický realismus byla tato postava navíc značně nevhodná. Prostranství bylo také přejmenováno, a to na Náměstí republiky (srbochorvatsky Trg republike).
Roku 1987 se v Záhřebu konala Univerziáda. Během příprav na tuto sportovní akci byla rekonstruována celá řada veřejných prostranství v centru města. Nové podoby se dočkalo proto i Jelačićovo náměstí (zřízení např. pěší zóny). Odkryty byly navíc i některé starší prvky, odstraněné během dřívějších rekonstrukcí. Obnovena byla také i fontána, nacházející se na východním okraji náměstí.
Během roku 1989 se v souvislosti s pádem monopolu komunistické moci začalo stále častěji diskutovat o tom, jestli by se pomník bána Jelačiće neměl na náměstí vrátit. Ačkoliv komunisté zahájili v tisku rozsáhlou kampaň proti znovuumístění chorvatského bána do prostřední části náměstí, po svobodných volbách v roce 1990 už jejich hlas mohl být jen stěží slyšet. V říjnu 1990 tak byl pomník symbolicky (opakování odkrytí z roku 1866) znovu slavnostně odhalena a náměstí nese opět Jelačićovo jméno. Došlo ale ke změně orientace celého pomníku, dříve byl orientován mečem k severu (k Maďarsku a Vídni), nyní k jihu.
V současné době je náměstí klíčovým centrem záhřebského společenského života a konají se tu různé kulturní a společenské události.

## Fotogalerie

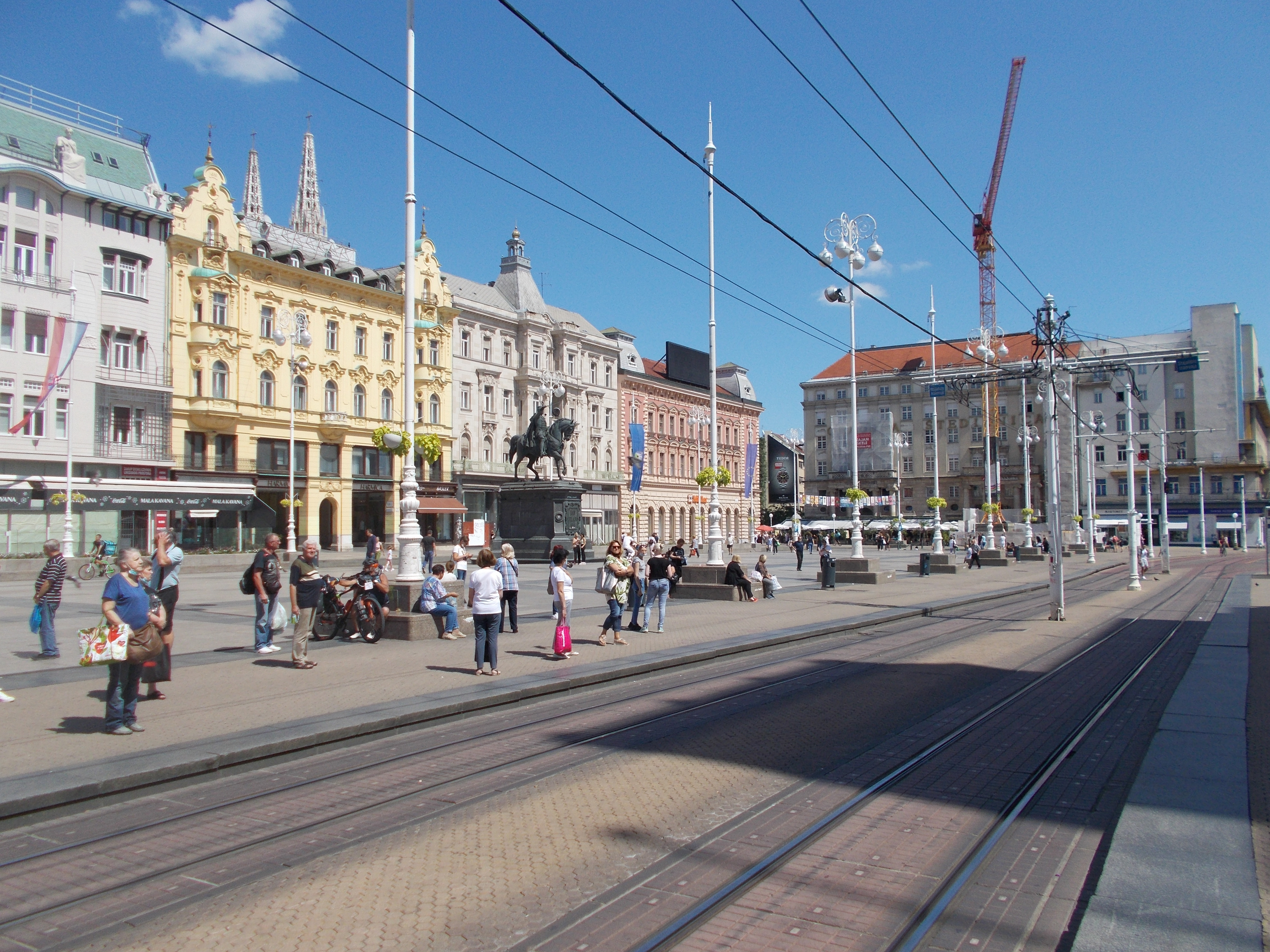
Centrální část náměstí
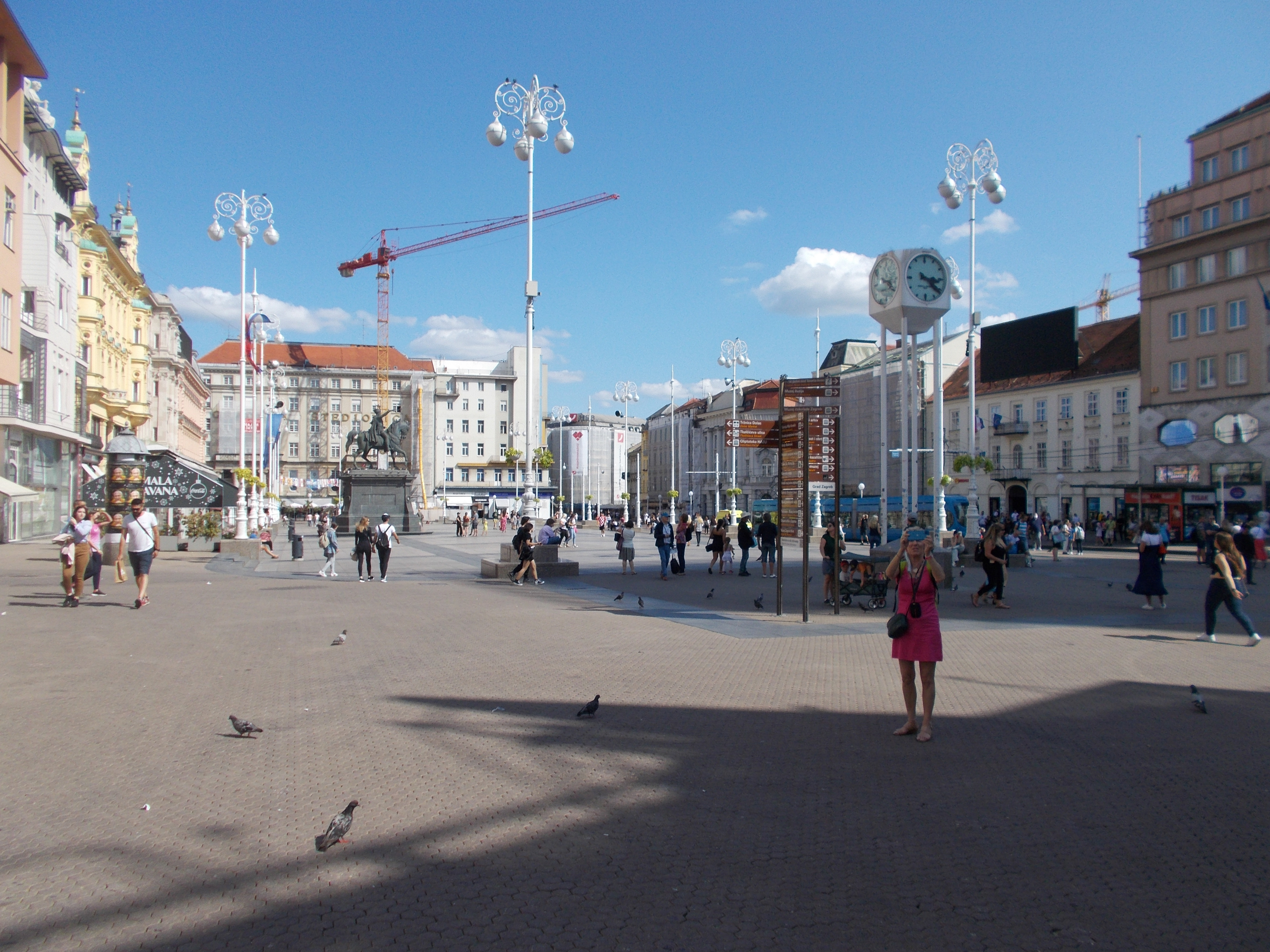
Západní část náměstí
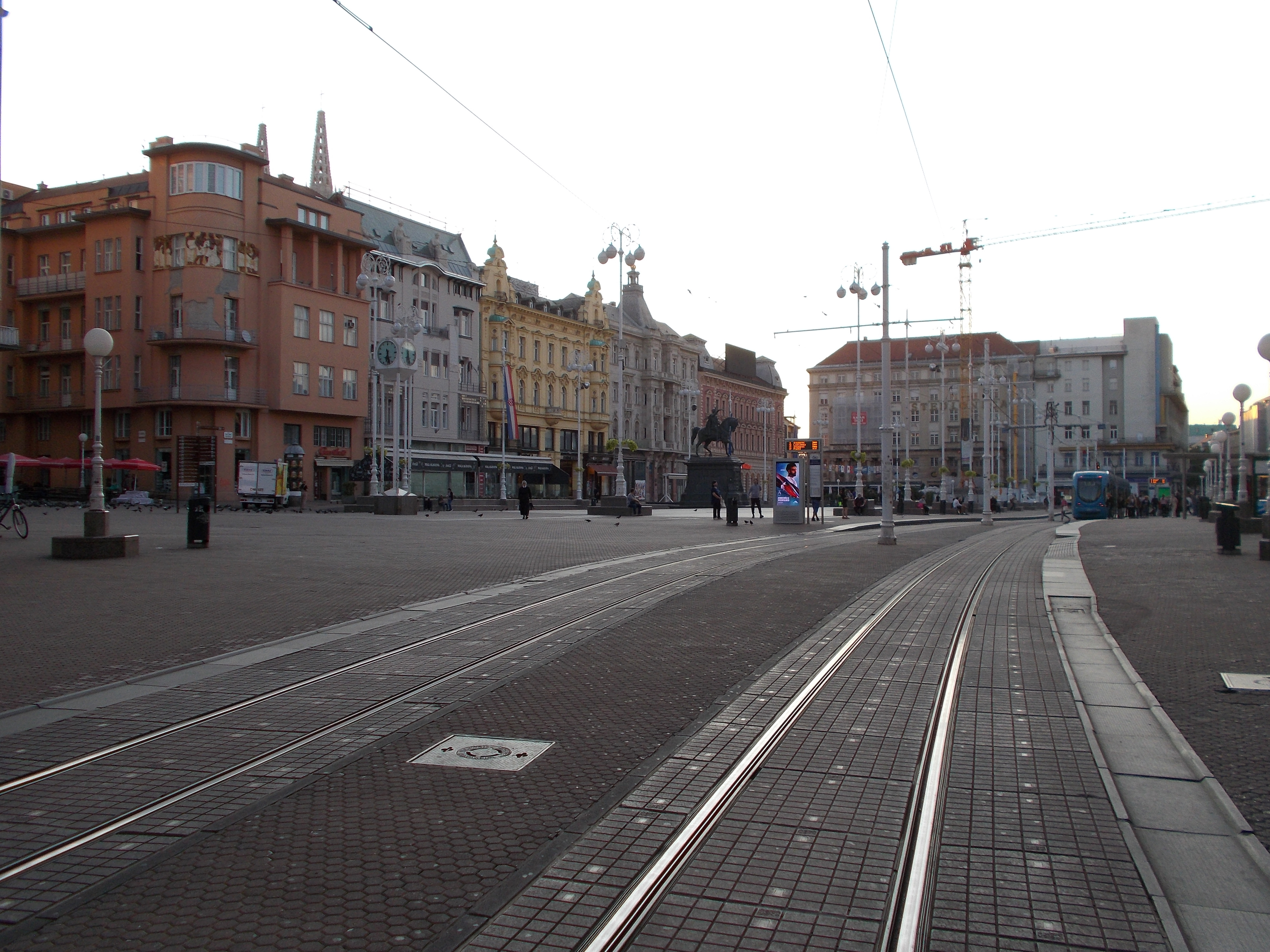
Ranní pohled na náměstí
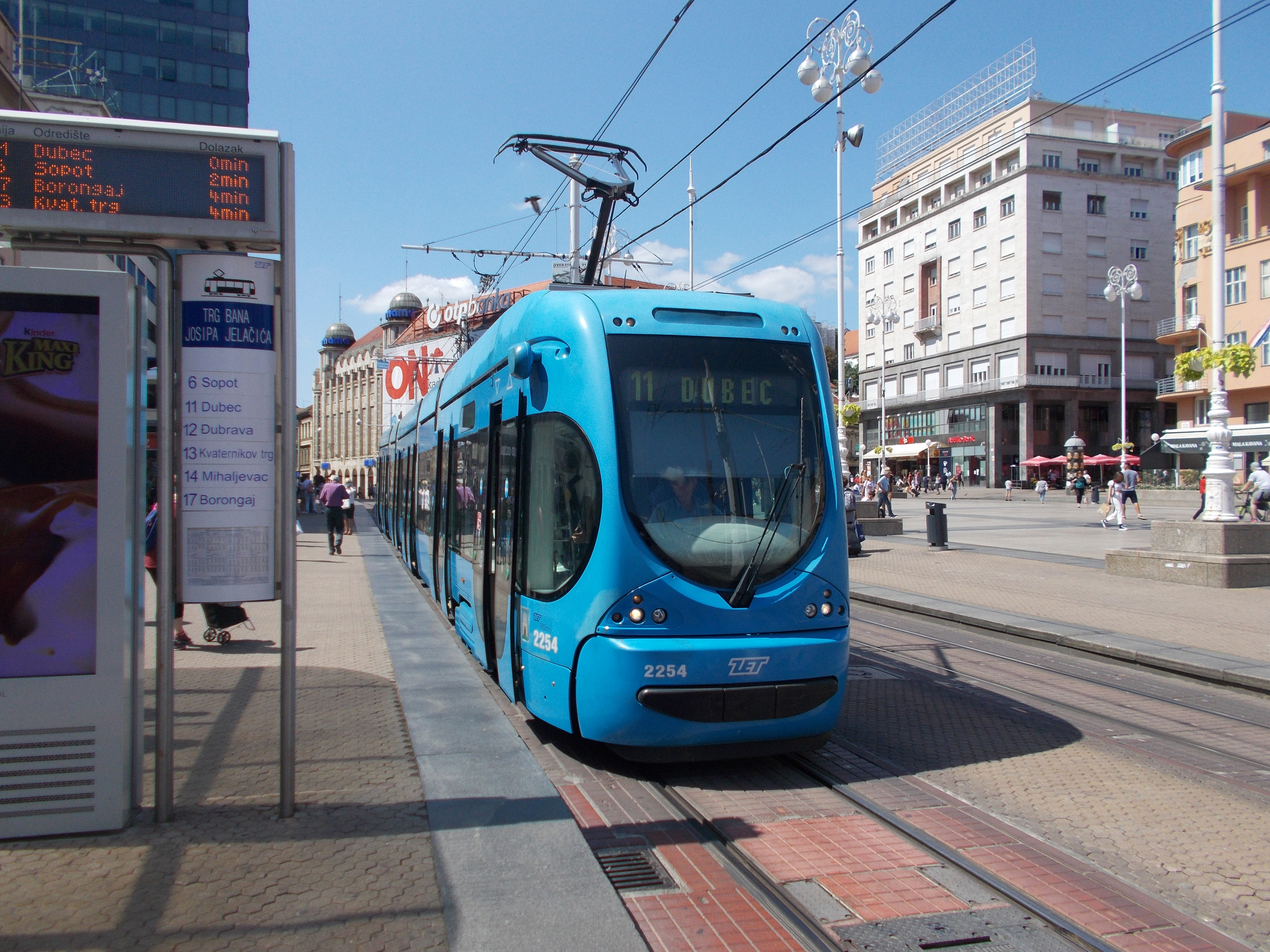
Tramvaj na náměstí
Pohled na náměstí od východu
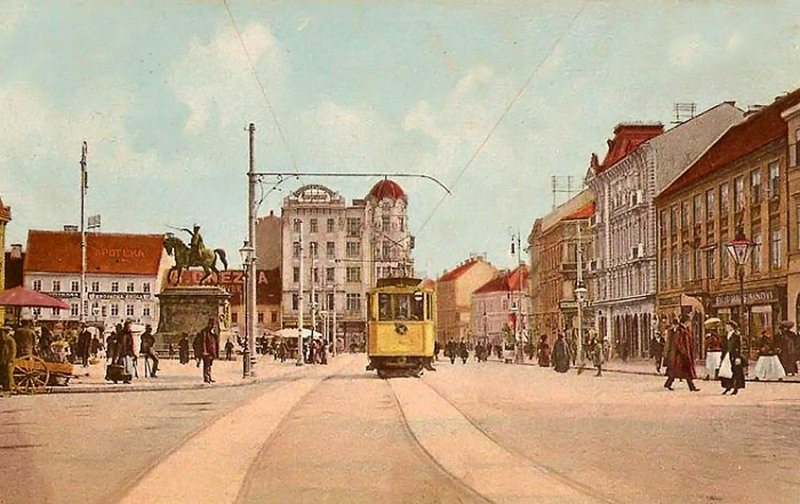
Náměstí bána Jelačiće 1911, původní umístění sochy
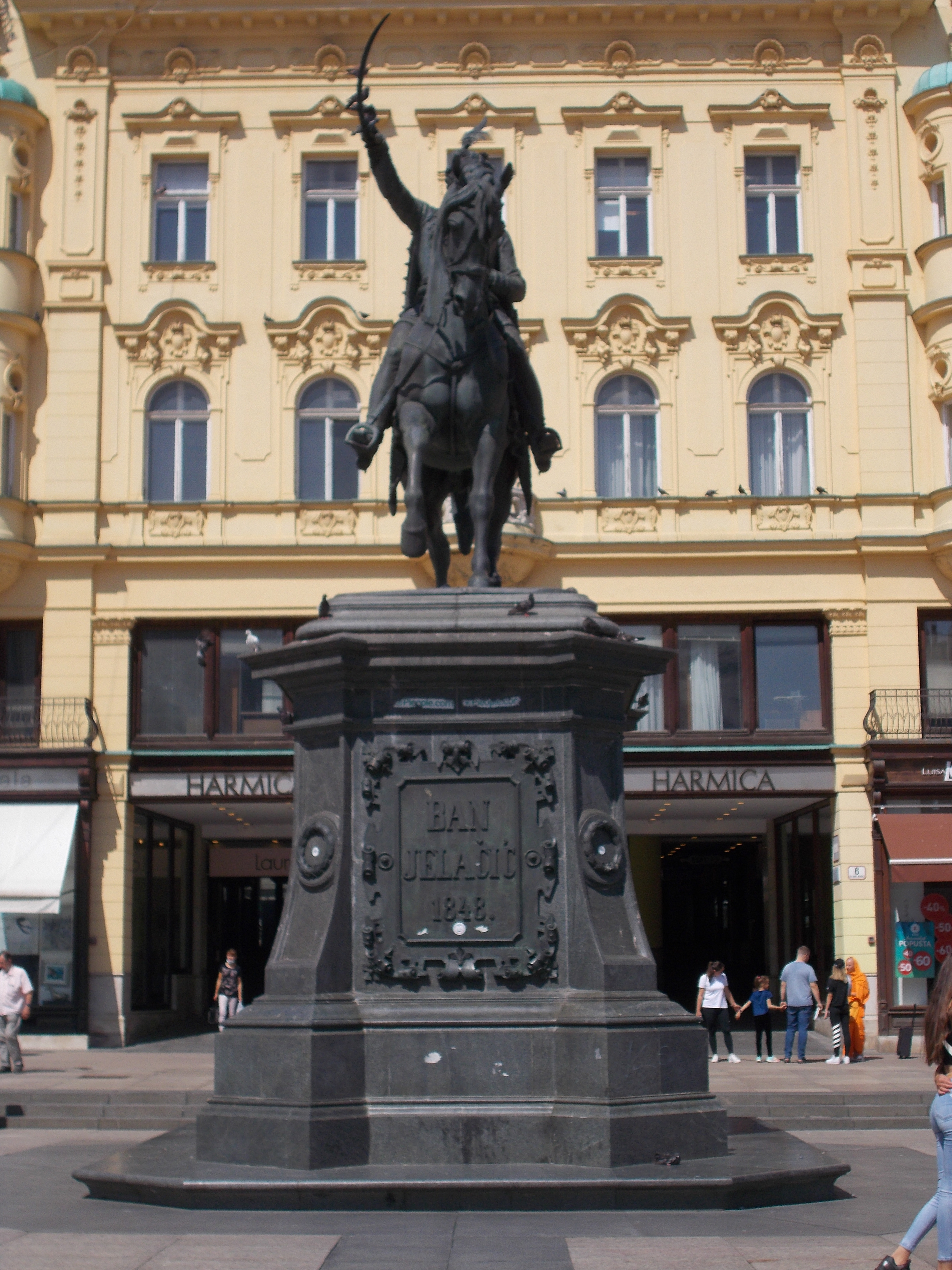
Ban Josip Jelačić
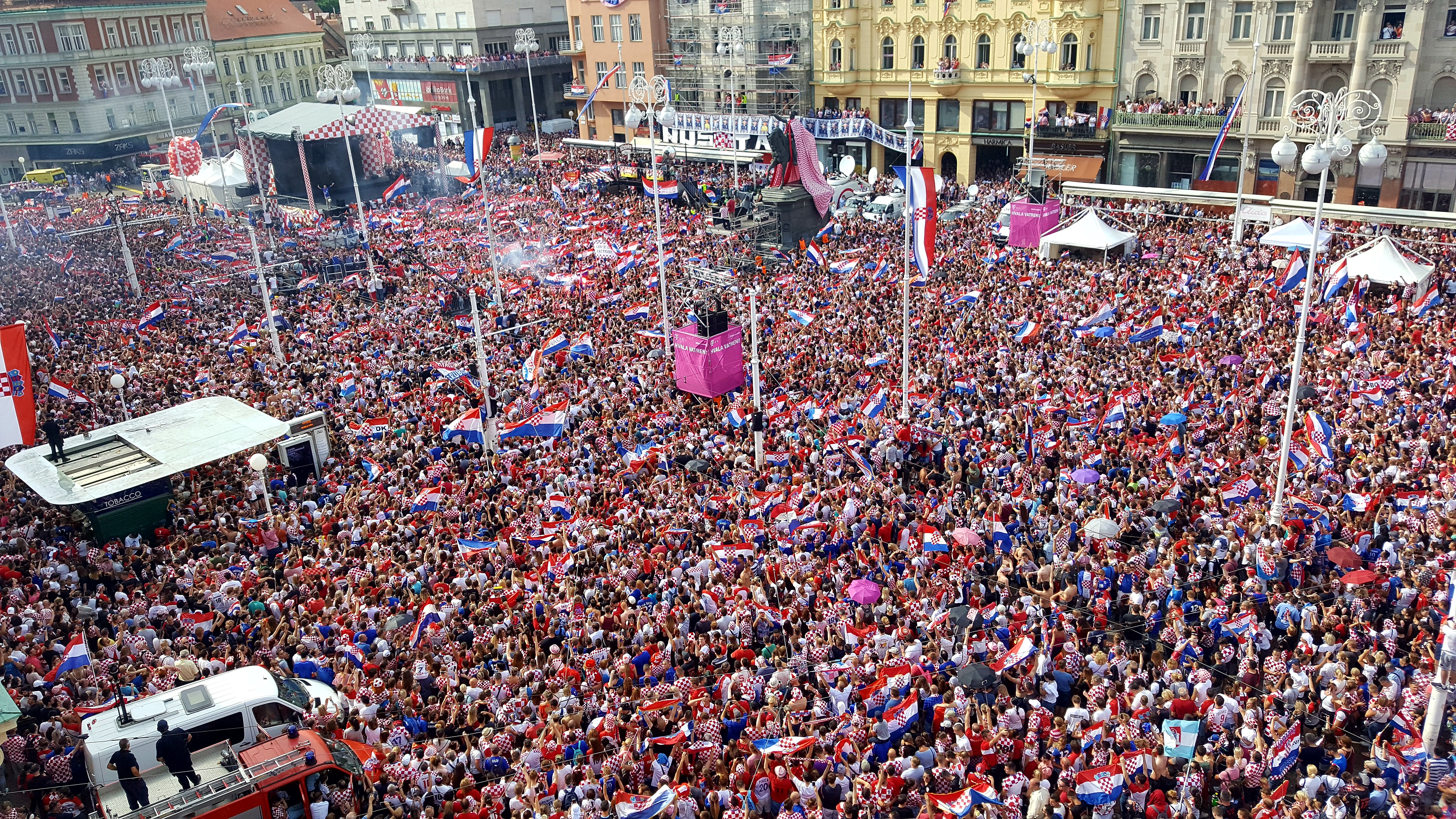
Oslavy fanoušků během fotbalového mistrovství světa